# Филофросина
Филофросина је у грчкој митологији била демон. 

## Митологија
Била је дух или демон пријатељства, љубазности и добродошлице. Била је кћерка Хефеста и Аглаје и са својим сестрама Еуфемом, Еутенијом и Еуклејом је највероватније чинила групу млађих харита, односно грација.